# Pasztavi

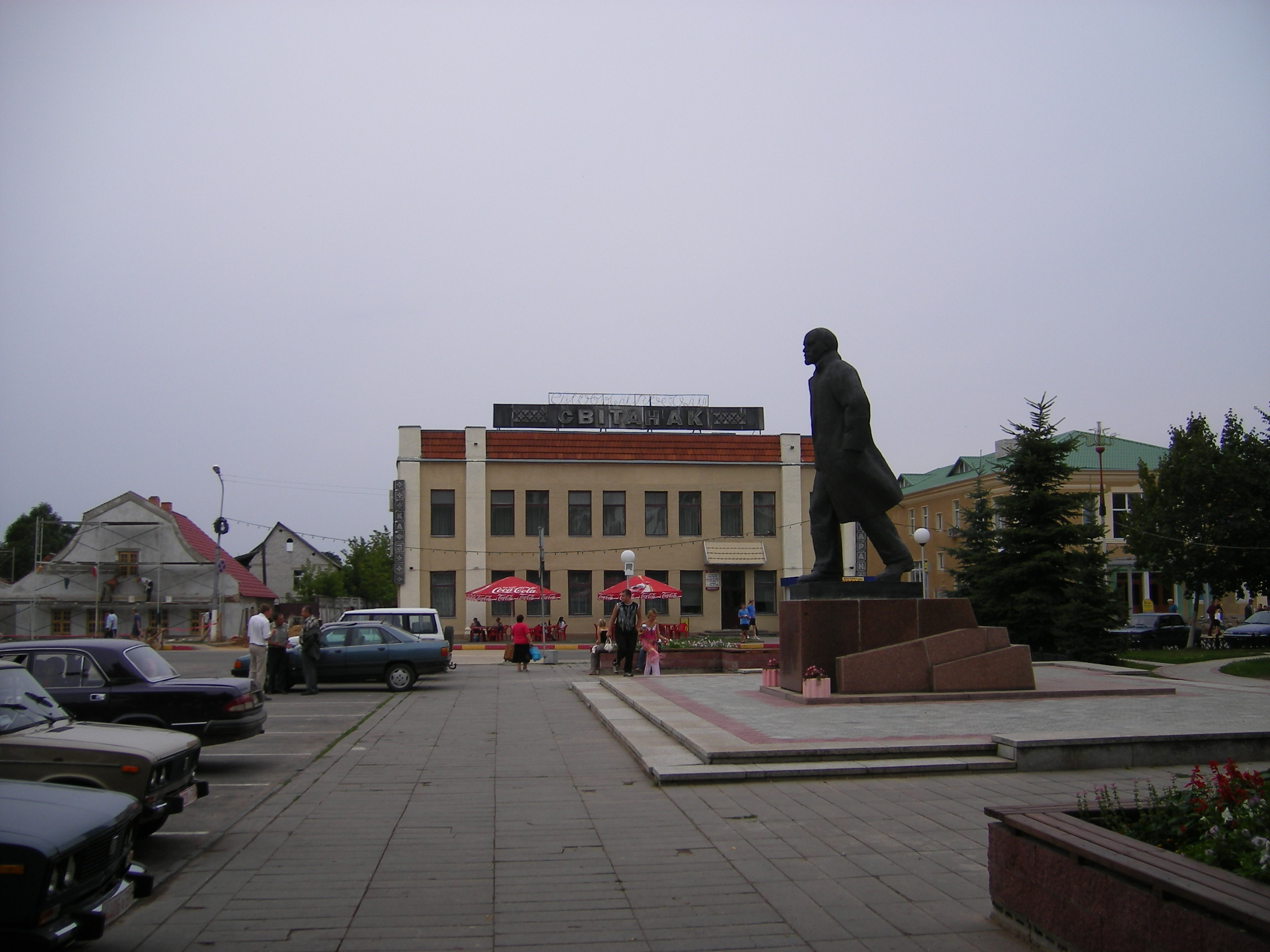
A Szabadság-tér a Lenin-szoborral

Pasztavi (Паставы, oroszul Posztavi, litvánul Pastovys), kisváros Fehéroroszország Vicebszki területének nyugati részén a litván határ közelében. A Pasztavi járás székhelye, 2006-ban becsült népessége 19,9 ezer fő . Polacktól 142 km-re (országúton) nyugatra, a Mjagyelka-folyó partján fekszik. 

## Története
A város az ország fiatalabb települései közé tartozik, első írásos említése 1581-ből származik, bár a helyén álló Paszadnyik faluról már 996-ból származó információink vannak. A 17. században kereskedővárossá alakult, a Mjagyel-Druja kereskedelmi útvonal fontos állomásaként. 1640-ben ferences kolostort alapítottak Pasztaviban. 

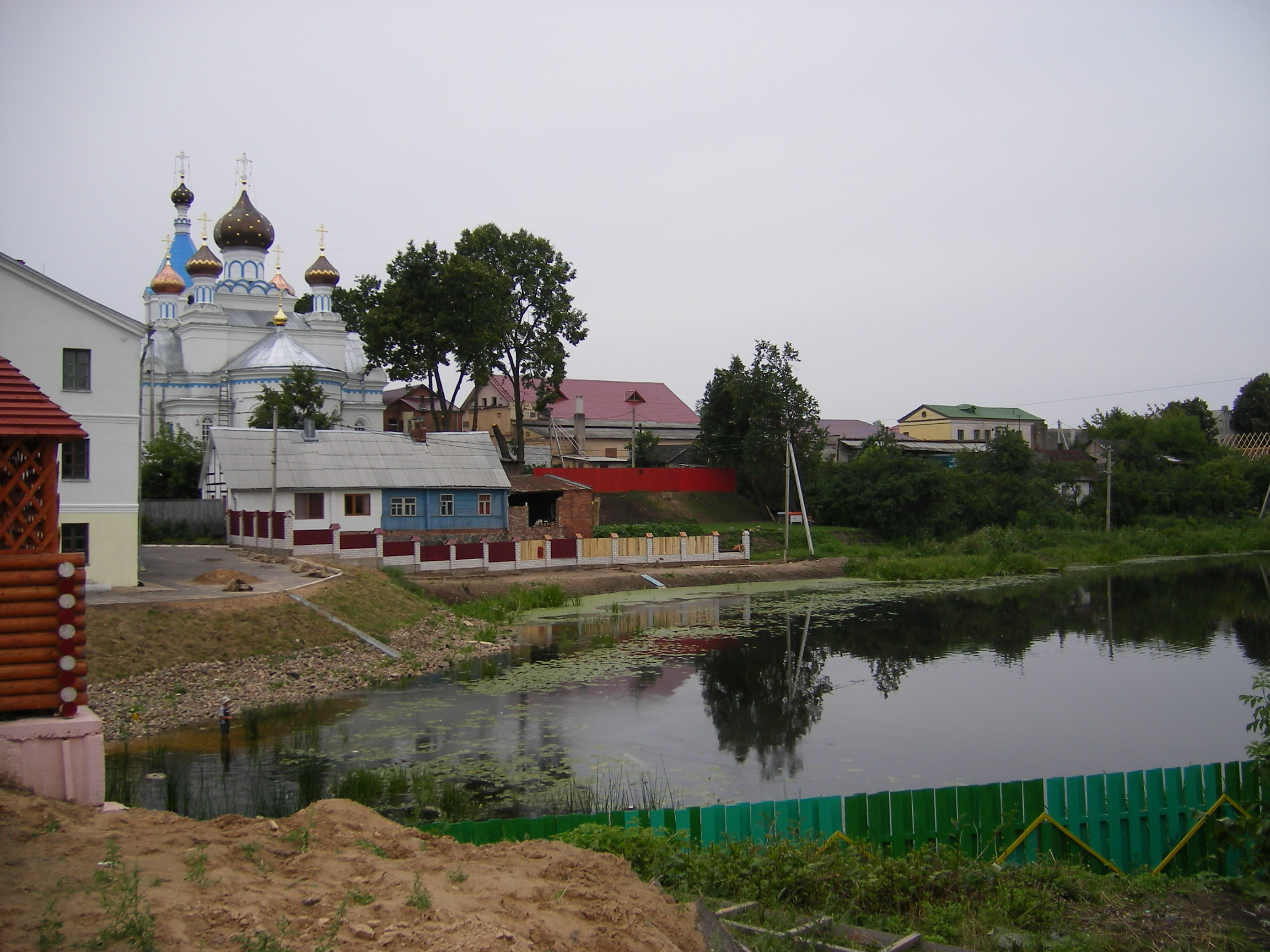
A Szt.Miklós-templom és a Mjagyelka-folyó

Ekkoriban alakult ki a város központja, a piactér (a mai Szabadság-tér), valamint mai műemlékeinek fából készült elődei: az unitárius (1713-ban) és a ferences templom. A 18. században Antoni Tyzenhauz grodnói kormányzó birtokába került a település, aki kastélyt emeltetett itt, valamint a faépületeket helyén számos ma is álló kőépületet építtetett (kézműves- és kereskedőházak sora épült). Ekkoriban Pasztavi központi településsé vált, számos manufaktúrát létesítettek. 1795-ben került Oroszországhoz, a következő évben pedig saját címert is kapott. 1920 és 1939 szeptembere között Lengyelországhoz tartozott, mint a Wiłnói vajdaság járási (powiat) székhelye. 1940-ben nyilvánították várossá. A délnyugat felől támadó németek 1941. július 6-án foglalták el, a szovjetek 1944. július 5-én foglalták vissza. 1974-ben 15,6 ezer lakosa volt. Napjainkban a Vicebszki terület 7. legnépesebb városa. 

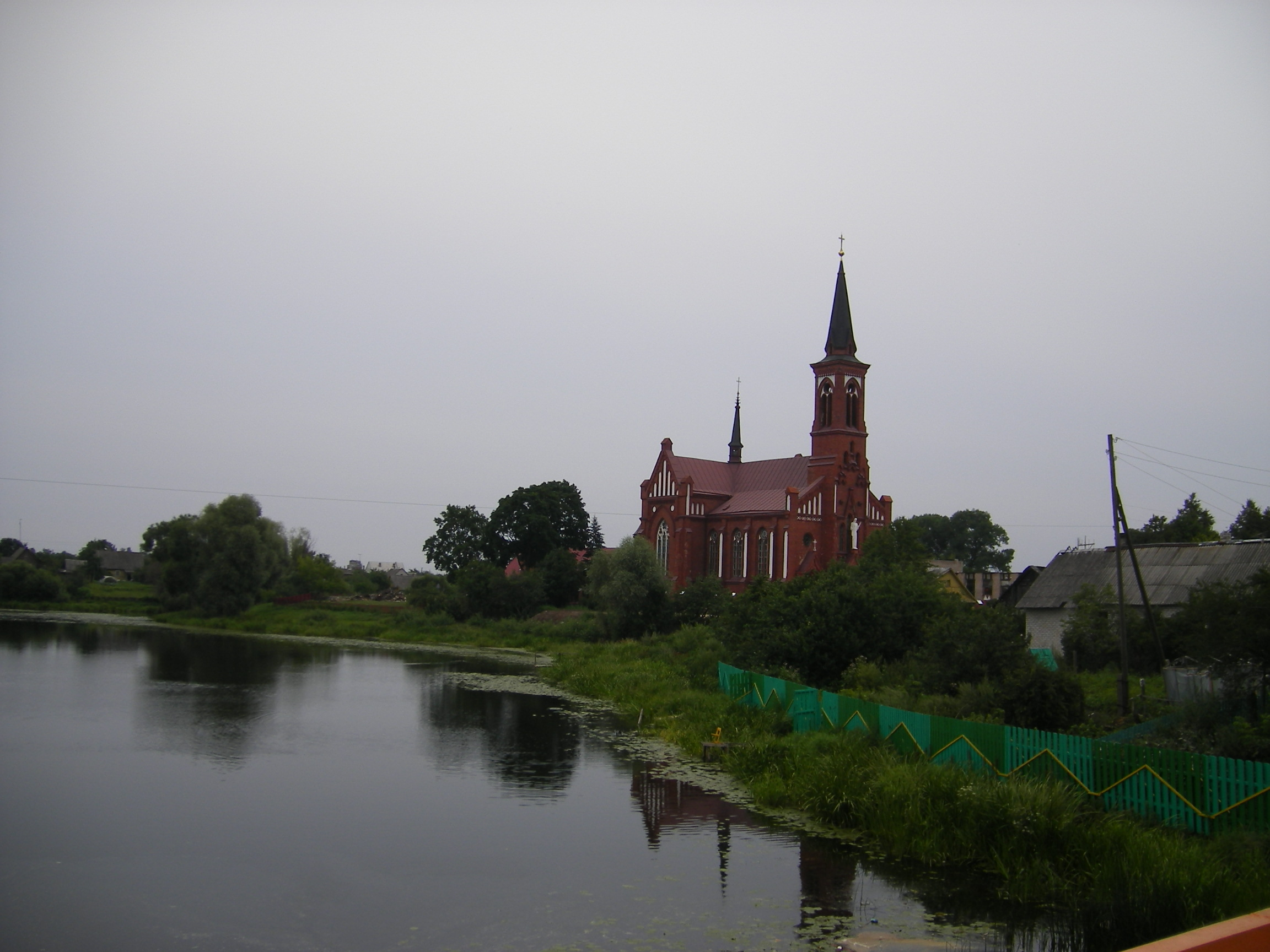
A Páduai Szt.Antal-templom

## Gazdasága

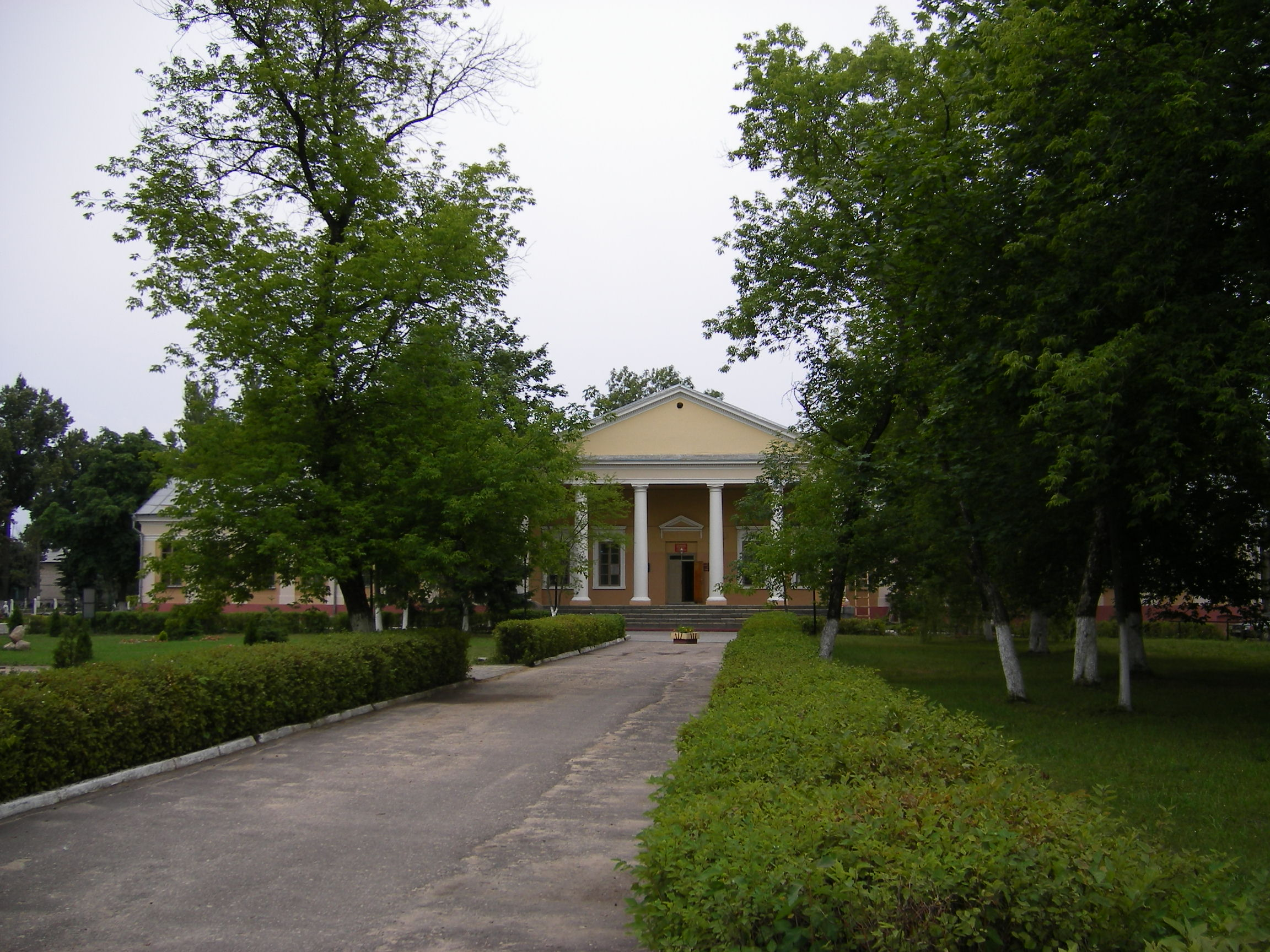
Az egykori Tyzenhauz-kastély

Pasztavi viszonylag sokoldalú iparral rendelkezik, legjelentősebb az élelmiszeripar (konzervgyár, tejporgyártással foglalkozó tejfeldolgozó üzem, malomipar), de lenfeldolgozó és elektrotechnikai ipara (rádióalkatrészek gyártása) is említést érdemel. Belső viszonylatban jelentős idegenforgalma is van.
A városon áthalad a Litvániába vezető Voropajevo-Pabradė vasútvonal. A P27-es főútvonal köti össze Braszlavval (77 km) és a Polack-Vilnius közti P45-ös főúttal (12 km). 

## Városszerkezet, látnivalók
Pasztavi négyszög alakú főtere (Szabadság-tér, ploscsagy Szvobodi) a Mjagyelkán felduzzasztott kis mesterséges tó partján fekszik, ide futnak össze a város fő utcái: az északról érkező Leninszkaja, a nyugatról jövő Szeptember 17-e utca, a keletre tartó Krasznoarmejszkaja és a dél felé haladó Szovjetszkaja utcák. A téren számos 18.-19. századi műemlék építmény található, nyugati és északi oldalán kézművesházak valamint a járási múzeum épülete; keleti oldalán az 1894-ben épült Szent Miklós-templom; valamint az egykori iskolaépület és az Orvos háza. A tér közepén a második világháború emlékműve és Lenin szobra áll, de itt található a járási hivatal épülete is. A kis tó partján, a tértől keletre található az 1783-ból származó régi vízimalom, valamint az 1898–1904 között épült Páduai Szent-Antal-templom. A déli városrészben, a Szovjetszkaja utcában áll az egykori Tyzenhauz-kastély (klasszicista stílusban épült a 18.-19. század fordulóján), mely ma a járási kórháznak ad otthont.